# Boulengerula boulengeri
Boulengerula boulengeri ist eine Art der Schleichenlurche (Gymnophiona) aus der Gattung Boulengerula in der Familie der Herpelidae.

## Beschreibung
Die Art ist blass-blau bis grau gefärbt, die Oberseite ist dunkler als die Unterseite. Die Kopf-Rumpf-Länge beträgt bei Männchen 142 bis 242 Millimeter und bei Weibchen 150 bis 229 Millimeter.
Der Kopf der Männchen ist geringfügig größer als der der Weibchen. Ein Schwanz fehlt. Es sind 124 bis 134 primäre Annuli vorhanden.

## Vorkommen
Boulengerula boulengeri kommt im Nordosten von Tansania im Osten und Westen der Usambara-Berge und in den Magrotto-Bergen in Höhenlagen von 300 bis 1500 Meter vor. Die Art lebt in Wäldern und auf kleinen Farmen in den oberen 20 Zentimetern des Bodens, kann in sehr harten Waldböden aber auch bis in mehr als 50 Zentimeter Tiefe vordringen. Sie fehlt in Bereichen mit stark verdichteten Böden wie beispielsweise auf Tee-Plantagen.

## Lebensweise
Die Art legt Eier in ein Nest aus feuchtem Boden. Aus den Eiern schlüpfen fertig entwickelte, rosafarbene Jungtiere. Es ist möglich, dass sich die Jungtiere wie bei Boulengerula taitana zunächst von der Haut der brütenden Mutter ernähren. Eier wurden im Dezember gefunden, Jungtiere mit ihren Müttern von Dezember bis Januar. Der Zeitraum liegt innerhalb der kurzen Regenzeit. Adulte Tiere ernährend sich hauptsächlich von Termiten und Würmern, fressen aber auch die meisten anderen im Boden lebenden Wirbellosen die sie finden. Zu den Fressfeinden von Boulengerula boulengeri gehören hauptsächlich verschiedene Wirbellose wie die Ameise Dorylus molestus. Die Schlange Elapsoides nigra ernährt sich möglicherweise ausschließlich von Schleichenlurchen.

## Systematik
Boulengerula boulengeri wurde 1896 von Gustav Tornier erstbeschrieben. Bei der Population in den Westlichen Usambara-Bergen handelt es sich womöglich um zwei bislang unbeschriebene Arten.